# Хайнрих Витцтум фон Екщедт
Хайнрих Карл Вилхелм Витцтум фон Екщедт (на немски: Heinrich Carl Wilhelm Vitzthum von Eckstädt; * 26 май 1770 в Дрезден; † 11 октомври 1837 в Дрезден) е граф от род Витцтум-Екщедт, саксонски таен съветник, генерален директор на Академията на изкуствата в Дрезден, интендант, директор на дворцовия театър и на дворцовата капела.
Той е син на саксонския дипломат граф Лудвиг Зигфрид I Витцтум фон Екщедт (1716 – 1777) и втората му съпруга Августа Ердмута фон Поникау-Пилграм (1738 – 1775), дъщеря на Йохан Фабиан Готлоб фон Поникау-Пилграм (1695 – 1749) и Ердмута Луиза Витцтум фон Екщедт (ок. 1701 – 1752). Брат е на Фридрих Август Витцтум фон Екщедт (1765 – 1803) и Карл I Александер Николаус Витцтум фон Екщедт (1767 – 1834).
Хайнрих Витцтум фон Екщедт расте в Дрезден и започва кариера при Ветините. Той става таен финансов съветник в двора в Дрезден. През 1815 г. той е кралски-саксонски дворцов маршал. Така той е едновременно директор на дрезденската дворцова капела, дрезденския дворцов театър и на дворцовия театър в Лайпциг. Той назначава през 1816 г. Карл Мария фон Вебер в Дрезден.
Граф Хайнрих Витцтум фон Екщедт е до малко преди смъртта си също генерален директор на изкуството в Академията на изкуствата в Дрезден и на Висшето училище по графика и изкуство на книгите в Лайпциг.

## Фамилия
Хайнрих Витцтум фон Екщедт се жени на 24 юли 1793 г. за графиня Фридерика Вилхелмина фон Хопфгартен (* 24 декември 1767, Дрезден; † 10 януари 1837, Дрезден), дъщеря на граф Георг Вилхелм фон Хопфгартен (1740 – 1813) и Кристиана Фридерика Маршал фон Биберщайн (1751 – 1783). Те имат децата: 
- Лудвиг Ернст Витцтум фон Екщедт (* 14 март 1794, Дрезден; † 5 юли 1833, Карлсбад), женен за Мариана Луиза Флайшман (* 22 април 1796, Дрезден; † 8 септември 1838, Дрезден); имат два сина
- Мориц Хайнрих Витцтум фон Екщедт (* 26 ноеември 1795)
- Карл Густав Витцтум фон Екщедт (* 4 октомври 1797)
- Текла Витцтум фон Екщедт (* 25 септември 1799, Дрезден; † 18 ноември 1880), омъжена на 19 ноември 1817 г. за Емил фрайхер фон Кобург († 4 декември 1827)
- Георг Рудолф (* 27 януари 1801; † 3 юни 1801)
- Луиза Анетта (* 7 май 1802)
- Ангéлик Терезе (* 7 февруари 1808; † 18 януари 1876, Алтенбург)
- Освалд Лионел Витцтум фон Екщедт (* 15 февруари 1809, Дрезден; † 30 септември 1883, Кобург), женен за Кристиана фон Валденфелс (* 9 януари 1828; † 15 март 1898); имат четири сина
- Мария Витцтум фон Екщедт (* 2 юли 1811)